# Ivanildo Rozenblad
Ivanildo Rozenblad (Paramaribo, 16 mei 1996 – Totness, 12 mei 2021) was een Surinaams voetballer die speelde als aanvaller.

## Carrière
Rozenblad maakte zijn debuut voor SV Robinhood in 2015 en speelde voor de club tot in 2019. Hij moest in 2019 stoppen met voetballen door hart problemen. In zijn tijd bij Robinhood werd hij tweemaal topschutter van de SVB-Eerste Divisie en won een landstitel en twee bekers. In Enkele dagen voor zijn 25e verjaardag overleed hij waarschijnlijk aan een hartaanval tijdens een voetbalmatch nabij zijn woonplaats.
Hij speelde tussen 2016 en 2018 vijf interlands voor Suriname waarin hij twee keer kon scoren.

## Erelijst
- SVB-Eerste Divisie: 2017/18
- Surinaamse voetbalbeker: 2015/16, 2017/18
- Topschutter SVB-Eerste Divisie: 2016/17, 2017/18